# Francis Maginn
Francis Maginn (* 21. April 1861 in Mallow, + im Dezember 1918 in Belfast) war ein Missionar der Church of Ireland, der sich für Verbesserungen der Gehörlosengemeinschaft durch die Förderung der Gebärdensprache einsetzte. Zudem war er Mitbegründer der British Deaf Association (Britischer Gehörlosenbund).

## Lebensbeginn
Francis Maginn wurde in Mallow als Sohn eines Pfarrers der Church of Ireland geboren. Seine Mutter hatte gute Beziehungen zu wohlhabenden Familien in Nordirland. William Maginn war sein Onkel.
Im Alter von 5 Jahren sollte er in das Christ's Hospital (berühmtes Internat in England) gehen, ertaubte jedoch davor nach einer Erkrankung an Scharlach. Daraufhin schickten ihn seine Eltern zum Royal London Asylum for the Deaf and Dumb von John Townsend, damals in der Old Kent Road.

## Weitere Ausbildung und Lehrtätigkeit
Da Maginn ein hervorragender Schüler war, bekam er eine Stelle als Junglehrer mit 17 in der Margate Branch des Royal London Asylums angeboten. Er behielt diese Stelle für fünf Jahre und kehrte dann für ein Jahr nach Nordirland zurück. Danach zog es ihn an das National Deaf-Mute College (heute Gallaudet University) in Washington, DC.
Der Umzug von Nordirland nach Amerika bewirkten bei ihm tiefgreifende Veränderungen, da nun das Gefühl aufkam, ein höheres Bildungsniveau erreichen zu können.
Er verbrachte drei Jahre an der Gallaudet, erwarb allerdings keinen Abschluss, da er ans Krankenbett seines Vaters eilen musste. Jedoch verließ er Gallaudet mit hohem Ansehen und einem Empfehlungsschreiben, sodass er später einen Ehrendoktortitel erhielt. Als Maginn das Gallaudet verließ, empfand er zusätzlich den britischen Umgang mit gehörlosen Menschen als ungerecht und sah seine Lebensaufgabe darin, die Lebensqualität der Gehörlosen im Vereinigten Königreich zu verbessern.

## Rückkehr nach Irland und erster Gründungsversuch eines britischen Gehörlosenbundes
1882 kehrte Maginn dann nach Nordirland zurück, um Unterstützung für die Gründung einer Gehörlosenvereinigung zu finden und trat der Deaf and Dumb Correspondence Association bei, die von einigen einflussreichen Gehörlosen dieser Zeit geleitet wurde.
Der erste Gründungsversuch einer Gehörlosenvereinigung wurde am 1. Februar 1888 unternommen, war aber nur von kurzer Dauer. Die Vereinigung bestand aus 239 Mitgliedern, wurde aber wegen zu wenig Mitgliedern 1889 bereits wieder aufgelöst.
Trotz der Schließung der Vereinigung erhielten Francis Maginn und James Paul (Missionar und Gründer der National Deaf and Dumb Society) finanzielle Unterstützung zur Teilnahme an einer Veranstaltung zum 100. Todestag von Charles-Michel de l’Epée. Auf der Zugfahrt nach Paris beschlossen sie gemeinsam erneut eine nationale Gehörlosenvereinigung zu gründen. Auf dem Heimweg von Calais sagten ihnen die britischen Delegierten ihre Unterstützung zu.

## Royal Commission on the Blind, the Deaf and the Dumb
1889 wurde ein Bericht der britischen Royal Commission for the Blind, the Deaf and the Dumb von Wilbraham Egerton (1. Lord Egerton) veröffentlicht und empfahl eine Schulpflicht für Gehörlose. Vor der Veröffentlichung Lord Egertons schlugen Personen um Alexander Graham Bell ein Verbot von Ehen von Gehörlosen vor. Dieser Vorschlag wurde von der Kommission abgelehnt. Edward Gallaudet sprach auch vor und stellte die Entwicklungen in Washington vor. Maginn traf Bell während seines Studiums in Amerika.
Der Egerton-Bericht gilt als Reaktion auf den Mailänder Kongress 1880, der die Verbannung der Gebärdensprache aus den Schulen für gehörlose Kinder forderte. Dies hatte nicht nur die Verbannung der Gebärdensprache zur Folge, sondern auch hunderte gehörloser Lehrer, Lehrassistenten und Betreuer verloren an Gehörlosenschulen in Europa und Nordamerika ihre Jobs. Es wurde die "orale Methode" unterstützt.
Reverend William Blomefield Sleight (Sohn von William Sleight – Rektor des Brighton Institute for the Deaf and Dumb) saß auch in der Kommission und unterzeichnete sie 1889 mit Vorbehalten, welche in der Zeitung The Times abgedruckt wurden:
"The contention of Messrs. Owen and Sleight is that the Oral System breaks down in after life, and that its pupils not infrequently resort to writing and the manual alphabet.  They, therefore, advocate the "Combined Method" -i.e., the main instruction being carried on by means of the finger alphabet and signs, articulation and lip-reading being taught as accomplishments to those who show aptitude for receiving such instruction." (24. Oktober 1889)

## Gründung der British Deaf Association
Im Januar 1890 fand in der St Saviour's Church eine nationale Konferenz für Gehörlose in London statt. Hier präsentierte Maginn seine Ideen zur Verbesserung des Bildungssystems für Gehörlose im Vereinigten Königreich. Dazu schlug er die Gründung einer nationalen Gehörlosenvereinigung vor. Er versprach auch noch die Einführung der kombinierten Methode (Fingeralphabet, gebärdetem Englisch, Lippenlesen nach der manuellen Methode, Zugang zu geschriebenem Englisch) für Gehörlose, wo es möglich ist.
Es wurde beschlossen, einen nationalen Verband zur Vertretung der Gehörlosengemeinschaft im British Empire zu gründen. Der Vorsitzende der Konferenz Rev. William B. Sleight ließ die Veranstaltung am Morgen des 18. Januar 1890 eher beginnen, um den Vorschlag für die Gründung eines neuen nationalen Verbandes anzuhören.
"By consent, Francis Maginn was given the floor, and he spoke eloquently for the next half an hour or so about the need of an organised association that would command respect and watch other the interests of the deaf people in Britain, whether these interests be educational, moral or social."
Es wurde ein Sonderausschuss eingerichtet, der eine Satzung aus sechs gehörlosen und sechs hörenden Männern unter dem Vorsitz von Rev. William B. Sleight ausarbeiten sollte. Francis hätte es vorgezogen, wenn keine hörenden Männer im Ausschuss vertreten wären, schloss sich aber der Mehrheit an. Maginn war einer der sechs gehörlosen Männer im Ausschuss.
In der neu verabschiedeten Satzung gab es Bedenken hinsichtlich zweier Elemente: dem Namen und der Kriterien zur Mitgliedschaft. Man entschied sich nicht für den Namen "National Association for the Deaf", sondern für British Deaf And Dumb Association. Obwohl darauf hingewiesen wurde, dass "dumb" (stumm) in Amerika nicht mehr verwendet wurde, erfolgte erst 1970 eine Anpassung. Zweitens wollte Maginn gern nur gehörlose Personen als Mitglieder, aber der Ausschuss erklärte, sie würden hörende Mitglieder zulassen, welche sich aktiv für die Interessen von Gehörlosen einsetzen, sofern sie von fünf gehörlosen Personen vorgeschlagen würden. Maginn war mit dieser Entscheidung überhaupt nicht einverstanden und wandte sich gegen die Idee des "wohlwollenden Paternalismus" der hörenden Unterstützer der Gehörlosen. Der Verband befürwortete auch die Nutzung der Gebärdensprachen in Gehörlosenschulen anstelle rein lautsprachlicher Systeme.
Am 24. Juli 1890 wurde der Verband in der Lecture Hall des Leeds Church Institute in Albion Place (Leeds) offiziell gegründet. Die Aufnahmekriterien wurden ausführlich diskutiert und man vereinbarte folgendes:
"Persons who can hear taking an active interest in the welfare and education of the deaf and dumb, shall be eligible for admission to ordinary membership on the recommendation of five ordinary members of the association."
Der hörende Sleight wurde zum Vorsitzenden ernannt und Maginn wurde regionaler Vizepräsident (Ehrenposition ohne wirkliche Macht). Dies erschütterte Maginns Selbstvertrauen und er zog sich nach und nach aus dem Verband zurück. Er konzentrierte seine Energie fortwährend auf das Ulster Institute for the Deaf.
Später arbeitete er in Belfast bis zu seinem Tod 1918. Die British Deaf Association hatte keinen gehörlosen Vorsitzenden mehr, bis in den 1980er der erste gehörlose Vorsitzende Jock Young und der erste gehörlose Geschäftsführer in 1990er mit Jeff McWhinney ernannt wurden.

## Ulster Institute for the Deaf
Weil es Maginn nicht gelang, die erste völlig repräsentative Vereinigung gehörloser Menschen im Vereinigten Königreich zu gründen, gab er seine Funktion im Verband auf und kehrte nach Belfast zurück. Dort konzentrierte er sich auf die Arbeit als Leiter des Ulster Institute for the Deaf, wofür er von der Gehörlosengemeinschaft sehr geschätzt wurde.